# Haller-kastély (Csákigorbó)
A csákigorbói Haller-kastély műemlék épület Romániában, Szilágy megyében. A romániai műemlékek jegyzékében az  SJ-II-a-B-05055 sorszámon szerepel.